# Jim Hogan
James Joseph „Jim“ Hogan (* 28. Mai 1933 in Croom im County Limerick; † 10. Januar 2015 in Limerick), geboren als  „Jim“ Cregan, war ein Langstrecken- und Marathonläufer, der ursprünglich für Irland startete. 1966 wurde der 1,76 m große und in seiner Wettkampfzeit 61 kg schwere Hogan für das Vereinigte Königreich Europameister.

## Karriere
Hogan trat 1962 erstmals international in Erscheinung, als er die Republik Irland bei den Europameisterschaften in Belgrad im 10.000-Meter-Lauf vertrat. Er gab allerdings unterwegs auf. Auch bei den Olympischen Spielen 1964 in Tokio gab er über 10.000 Meter auf. Eine Woche nach dem 10.000-Meter-Lauf fand der olympische Marathonlauf statt. Nach zehn Kilometern bildeten drei Läufer die Spitzengruppe: Abebe Bikila, Ron Clarke und Hogan. Während Clarke dann zurückfiel, konnte Hogan bis zur Mitte des Rennens mit dem späteren Sieger Bikila mithalten. Bei Kilometer 30 lag Hogan mit 40 Sekunden Rückstand weiterhin auf Rang 2, fiel aber weit zurück und gab nach 36 Kilometern auf.
1966 belegte Hogan beim Polytechnic Marathon den zweiten Platz und hatte damit seinen ersten Marathonlauf beendet. Bei den Europameisterschaften in Budapest trat Hogan erstmals nach dem Wechsel seiner Staatsbürgerschaft für das Vereinigte Königreich an. Er wechselte sich in der Spitze lange mit dem Belgier Aurèle Vandendriessche ab, im Ziel hatte Hogan nach 2:20:04 h über anderthalb Minuten Vorsprung auf den Belgier. Am 12. November desselben Jahres stellte er mit 1:32:25,4 h einen Weltrekord über 30.000 Meter auf, der fast vier Jahre Bestand hatte.
Bei den Olympischen Spielen 1968 in Mexiko-Stadt trat Hogan im 10.000-Meter-Lauf an. In der Höhe von über 2000 Metern war er chancenlos und belegte in 31:18,6 min Platz 26 mit fast zwei Minuten Rückstand auf den Sieger Naftali Temu. Nach seinen zwei Aufgaben vier Jahre zuvor ist der 26. Platz von 1968 Hogans einziges Olympiaresultat.
Nach dem Ende seiner Karriere kehrte Hogan nach Irland zurück. In Limerick widmete er sich als Trainer dem Pferderennsport.